# Roy Jenson
Roy Cameron Jenson (* 9. Februar 1927 in Calgary; † 24. April 2007 in Los Angeles) war ein US-amerikanischer Schauspieler und Stuntman.

## Leben
Jensons Familie zog nach Los Angeles, als dieser noch im Kindesalter war. Er leistete seinen Wehrdienst während des Zweiten Weltkriegs bei der United States Navy auf einem Zerstörer im Pazifik ab. 1951 machte er seinen Bachelorabschluss in Geografie an der University of California in Los Angeles, für die er auch im American Football antrat. Danach wurde er Profi im Canadian Football und spielte für die Calgary Stampeders und die Montreal Alouettes. Nebenbei arbeitete er als Stuntdouble, unter anderem für Robert Mitchum in Fluß ohne Wiederkehr. Hierbei wurde er häufig auch als Statist oder in kleinen Nebenrollen verwendet, unter anderem als namenloser Matrose in Edward Dmytryks Die Caine war ihr Schicksal. Mit der Zeit verlegte er seinen Fokus von der Arbeit als Stuntman und arbeitete nur noch als Schauspieler, wurde aber bis weit in die 1960er Jahre zumeist im Abspann nicht genannt. In den 1960er Jahren hatte er viele Gastrollen in Fernsehserien, darunter so erfolgreiche Formate wie Auf der Flucht, Solo für O.N.C.E.L. sowie Raumschiff Enterprise. 1969 arbeitete er an Westwärts zieht der Wind erstmals mit Clint Eastwood zusammen, es folgten bis 1982 fünf weitere gemeinsame Filme, in denen Jenson teilweise größere Nebenrollen darstellte. Anfang der 1970er Jahre spielte er unter anderem in Getaway neben Steve McQueen und Ali MacGraw, Jahr 2022… die überleben wollen neben Charlton Heston und Edward G. Robinson sowie Roman Polańskis Chinatown neben Jack Nicholson und Faye Dunaway. Zwischen 1972 und 1984 war Jenson in vier Spielfilmen von John Milius zu sehen.
Jenson war zwei Mal verheiratet. Aus seiner ersten Ehe mit Barbara Ann Dionysius gingen zwei Kinder hervor, die im Showgeschäft arbeiten. Sein Sohn Martin erhielt 2011 eine Oscar-Nominierung für den besten Ton für The King’s Speech, Sohn Morgan arbeitet als Drehbuchautor und Schauspieler. In zweiter Ehe, bis zu seinem Tod, war Jenson mit der Schauspielerin Marina Petrowa verheiratet, die er bei den Dreharbeiten zu Gesprengte Ketten in Europa kennengelernt hatte. Aus dieser Verbindung ging Sohn Sasha (* 1964) hervor, der wiederum die Familientradition fortsetzte und ebenfalls Schauspieler wurde. Roy Jensons Bruder war der Spezialeffektkünstler George Jenson, der unter anderem an Die Rückkehr der Jedi-Ritter mitwirkte.

## Filmografie (Auswahl)

### Darsteller
- 1952: Der tote Zeuge (Operation Secret)
- 1954: Die Caine war ihr Schicksal (The Caine Mutiny)
- 1960: Flammender Stern (Flaming Star)
- 1960: Land der tausend Abenteuer (North to Alaska)
- 1960: Das unheimliche Erbe (13 Ghosts)
- 1961: Atlantis, der verlorene Kontinent (Atlantis, the Lost Continent)
- 1962: Das war der Wilde Westen (How the West Was Won)
- 1964: Postkutsche nach Thunder Rock (Stage to Thunder Rock)
- 1965: 36 Stunden (36 Hours)
- 1966: Derek Flint schickt seine Leiche (Our Man Flint)
- 1966: Ein Fall für Harper (Harper)
- 1967: Wenn Killer auf der Lauer liegen (The Ambushers)
- 1968: Die unverbesserlichen Drei (The Helicopter Spies)
- 1968: Der Verwegene (Will Penny)
- 1969: Westwärts zieht der Wind (Paint Your Wagon)
- 1970: Sie möchten Giganten sein (Sometimes a Great Notion)
- 1971: Big Jake
- 1972: Das war Roy Bean (The Life and Times of Judge Roy Bean)
- 1972: Getaway
- 1972: Jahr 2022… die überleben wollen (Soylent Green)
- 1973: Jagd auf Dillinger (Dillinger)
- 1974: Chinatown
- 1974: Die letzten beißen die Hunde (Thunderbolt and Lightfoot)
- 1975: Der Mann ohne Nerven (Breakout)
- 1975: Nevada Pass (Breakheart Pass)
- 1976: Wer schluckt schon gern blaue Bohnen? (The Duchess and the Dirtwater Fox)
- 1977: Der Mann, der niemals aufgibt (The Gauntlet)
- 1977: Der Teufel auf Rädern (The Car)
- 1977: Telefon
- 1978: Drei Engel für Charlie (Charlie’s Angels) (Fernsehserie, Folge: Nicht nochmal, Sam!)
- 1978: Der Mann aus San Fernando (Every Which Way But Loose)
- 1980: Mit Vollgas nach San Fernando (Any Which Way You Can)
- 1981: Macabra – Die Hand des Teufels (Demonoid: Messenger of Death)
- 1984: Die rote Flut (Red Dawn)
- 1990: Starfire

### Stunts
- 1949: Samson und Delilah (Samson and Delilah)
- 1954: Fluß ohne Wiederkehr (River of No Return)
- 1960: Flammender Stern (Flaming Star)
- 1960: Land der tausend Abenteuer (North to Alaska)
- 1961: Atlantis, der verlorene Kontinent (Atlantis, the Lost Continent)
- 1962: Das war der Wilde Westen (How the West Was Won)
- 1963: Gesprengte Ketten (The Great Escape)
- 1966: Derek Flint schickt seine Leiche (Our Man Flint)